# Gheorghe Vărzaru
Gheorghe Vărzaru (Cobadin, Rumania; 30 de abril de 1960 - Bucarest, 16 de marzo de 2025) fue un jugador de rugby rumano que jugó en las posiciones de ala y centro.

## Carrera

### Club
| Periodo   | Club                |
| --------- | ------------------- |
| 1979–1981 | RCJ Farul Constanța |
| 1981–1982 | CS Vienne rugby     |
| 1982–1991 | RC Steaua București |
| 1991–1993 | Saumur Rugby        |
| 1993–1994 | RC Steaua București |

### Selección nacional
Jugó para Rumania en 23 ocasiones en los años 1980 y anotó cuatro puntos; y ganó el Rugby Europe International Championships en dos ocasiones.

## Logros

### Club
- Liga Națională de Rugby (6): 1983, 1984, 1985, 1987, 1988, 1989

### Selección nacional
- Rugby Europe International Championships (2): 1980/81, 1982/83